# Weimar Atrium
Das Weimar Atrium ist ein Einkaufszentrum am nördlichen Rand der Weimarer Innenstadt. Es wurde 2005 eröffnet und befindet sich in der ehemaligen Halle der Volksgemeinschaft.

## Geschichte
Das Weimar Atrium befindet sich in der unvollendet gebliebenen ehemaligen Halle der Volksgemeinschaft, die als Teil des Gauforums Weimar errichtet werden sollte.
Sie war als eine der größten Kundgebungs- und Versammlungsstätten des Nationalsozialismus in Thüringen geplant und sollte das Zentrum des Gauforums werden, wo die Volksgemeinschaft auf Adolf Hitler eingeschworen werden sollte. Zur Grundsteinlegung 1937 wurde ein Holzmodell aufgestellt. Die Bauarbeiten an der Halle wurden 1944 im Zweiten Weltkrieg abgebrochen. Das Beton-Stahl-Skelett der Halle blieb unvollendet und bis 1969 ungenutzt als Mahnmal stehen. 1973 begannen Bauarbeiten zum Umbau in das „Mehrzweckgebäude“ (MZG) und wurden 1976 mit der Fertigstellung der Beton-Lamellen-Fassade beendet. Verschiedene Betriebe nutzen das MZG als Lager- und Produktionsstätte, unter anderem auch das landesweite „Exquisit“-Lager. Bereits zu dieser Zeit existierte im Kellergeschoss des Gebäudes eine kleine Kegelbahn. Nach der Wende wurde das MZG weiterhin für Büros und Lagerräume genutzt.
2004 begann der Umbau des MZG zum Weimar Atrium und endete 2005 mit der Eröffnung des Einkaufszentrums. Von der nicht fertiggebauten Halle der Volksgemeinschaft ist heute, bis auf die Spannbetonfachwerkbinder im Dach, wenig zu sehen.

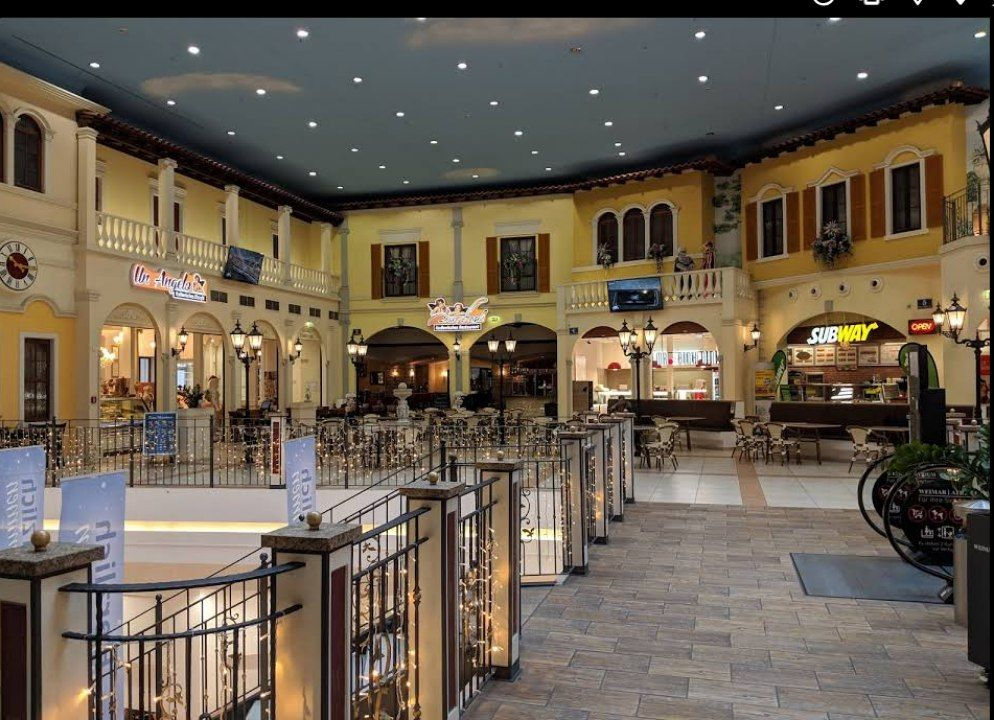
Innengestaltung des Weimar Atriums 2019
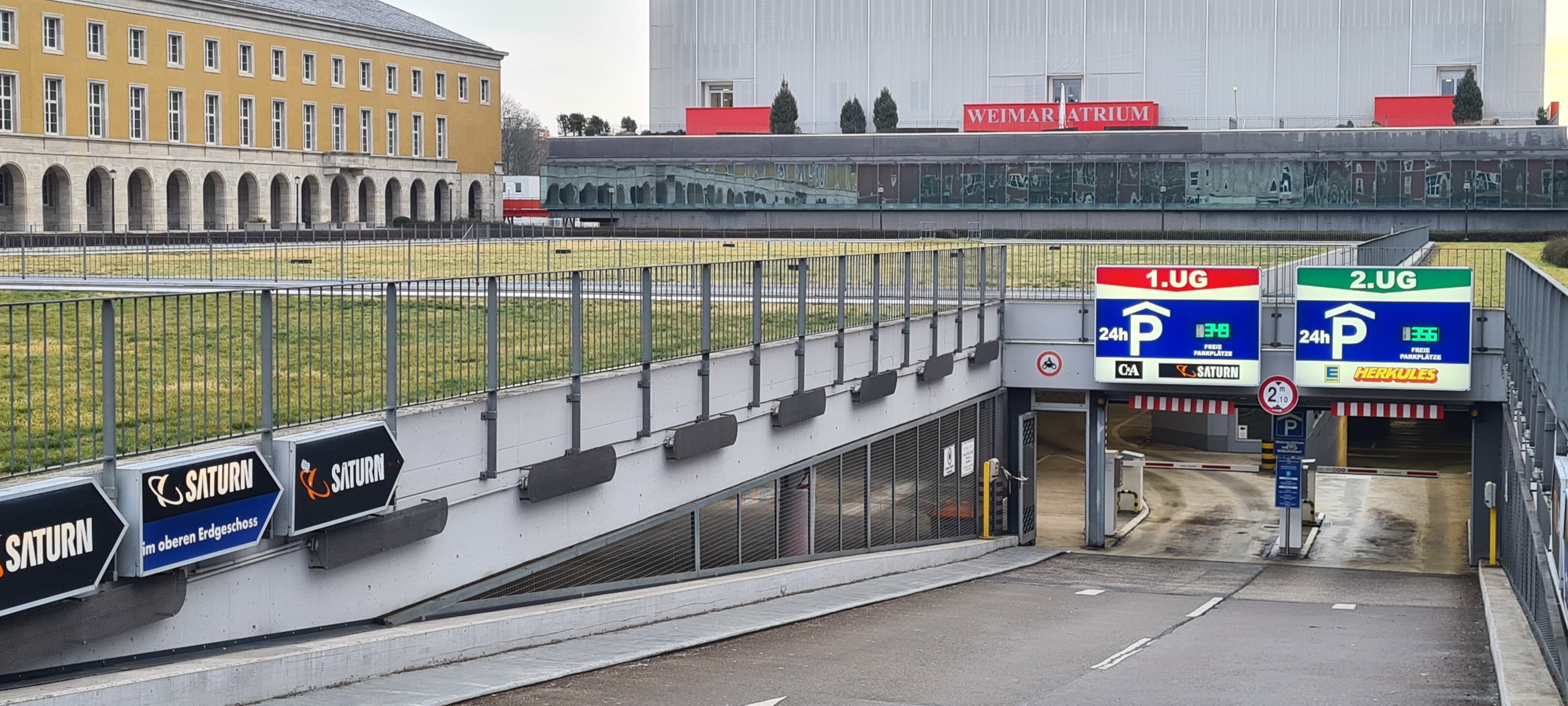
Parkhaus Tiefgarage Einkaufszentrum Weimar Atrium (2024), 800 Stellplätze